# Secamone langkawiensis
Secamone langkawiensis är en oleanderväxtart som först beskrevs av George King och Gamble, och fick sitt nu gällande namn av Klack.. Secamone langkawiensis ingår i släktet Secamone och familjen oleanderväxter. Inga underarter finns listade i Catalogue of Life.